# Straniero temporaneamente presente
Il codice STP (Straniero Temporaneamente Presente) è lo strumento per l'applicazione del diritto all'assistenza sanitaria da parte dei cittadini extra-UE irregolarmente presenti sul territorio.
Il codice STP è rilasciato dalle Aziende sanitarie locali, all'atto della richiesta di cure oppure su richiesta dell'interessato. L'accesso alle strutture di cura non può comportare alcuna segnalazione all'autorità.
I ricoveri erogati a favore degli aventi diritto sono remunerati attraverso apposito fondo del Ministero dell'Interno, mentre le spese connesse alle prestazioni ambulatoriali, ai farmaci e alle altre prestazioni restano a carico delle Regioni.

## Prestazioni assicurate
Al possessore di codice STP vengono garantite le cure ambulatoriali ed ospedaliere urgenti o comunque essenziali, ancorché continuative, per malattia ed infortunio e sono estesi i programmi di medicina preventiva a salvaguardia della salute individuale e collettiva, ed in particolare:
- la tutela sociale della gravidanza e della maternità, a parità di  trattamento  con  le  cittadine italiane, ai sensi della Legge 29 luglio 1975, n. 405,  e della Legge 22 maggio 1978, n. 194[4], e del decreto del Ministro  della  sanità  6  marzo  1995,  pubblicato  nella Gazzetta Ufficiale  n.  87  del 13 aprile 1995, a parità di trattamento con i cittadini italiani;
- la tutela della salute del minore in esecuzione  della Convenzione sui diritti del fanciullo  del  20  novembre  1989, ratificata e resa esecutiva ai sensi della Legge 27 maggio 1991, n. 176;
- le vaccinazioni secondo la normativa e nell'ambito di interventi di campagne di prevenzione collettiva autorizzati dalle regioni;
- gli interventi di profilassi internazionale;
- la profilassi, la diagnosi e la cura delle malattie infettive ed eventuale bonifica dei relativi focolai.